# Ferdinando Labouriau
Ferdinando Labouriau Filho (Niterói, 2 de março de 1893 – Rio de Janeiro, 3 de dezembro de 1928) foi um engenheiro e defensor da educação brasileiro.
Pai do pioneiro botânico Luiz Fernando Gouvêa Labouriau, Ferdinando era um defensor da educação brasileira, defendendo a criação de um plano nacional de educação, capaz de levar desenvolvimento às regiões mais isoladas do país. Junto de outros intelectuais da época, ele acreditava que a educação deveria ser um fator de unidade nacional. Assim, o governo teria que criar um aparato capaz de fornecer a mesma orientação a todo território.

## Biografia
Ferdinando nasceu na cidade de Niterói, em 1893. Era filho de Ferdinand Eugene Labouriau e Pauline Josephine Isnard Labouriau. Era também neto de Paul Henrique Labouriau, famoso relojoeiro francês que, junto com seu sócio, Gondolo, trouxe ao Brasil os famosos relógios Patek Philippe, em um conhecido comércio que possuíam da rua da Quitanda. Estuou no Colégio São José e em seguida ingressou no curso de engenharia da Escola Politécnica do Rio de Janeiro, hoje integrada à Universidade Federal do Rio de Janeiro.

## Carreira
Em 1913, ainda estudante, foi escolhido para viajar com mestres e outros acadêmicos aos Estados Unidos, para um Congresso Internacional de Ithaca, Nova Iorque. Formou-se em 1915, sendo o orador da turma. Foi logo em seguida convidado para ser professor substituto da seção de Mineralogia e Metalurgia e, depois, por concurso, passou a ocupar a cátedra de Metalurgia.
Em Petrópolis, em fevereiro de 1919, casou-se com Judith Soares de Gouveia, com quem teria três filhos: Ivan, Luiz Fernando e Vera. O primogênito, Ivan, se tornaria um proeminente engenheiro naval. Seu filho do meio, Luiz Fernando, botânico, nasceria em 1921. Em 1924, foi acusado de participar da Revolta Paulista de 1924. No Rio de Janeiro, um esquema para apoiar os paulistas foi montado, mas a polícia descobriu os planos do grupo e prendeu a todos. Ferdinando foi acusado de guardar dinamite no fundo de casa e Ferdinando foi encarcerado na Casa de Detenção da Ilha das Flores por 11 meses.
Assim que foi libertado, ele se filiou ao Partido Democrático, participando de conferências no interior de São Paulo. Foi o principal fundador do Partido Democrático do Distrito Federal (Rio de Janeiro). No Rio de Janeiro, em outubro de 1928, foi eleito intendente municipal pelo 2º distrito. Ferdinando também foi um proeminente jornalista, tendo escrito vários artigos para jornais do Rio de Janeiro. Colaborou em O Jornal, no Correio da Manhã e foi diretor do Imparcial e do Ordem.
Com o auxílio de Manuel Amoroso Costa, Tobias Moscoso e outros professores da Politécnica do Rio, liderou, na Academia Brasileira de Ciências (ABC) e na Associação Brasileira de Educação (ABE), de onde foi um de seus fundadores, as campanhas da década de 1920 pela reforma do ensino no Brasil pela instituição de um novo padrão de ensino superior, fundado no modelo universitário e voltado para a pesquisa. Ferdinando também publicou vários livros e trabalhos, tendo estudado a fundo a questão de siderurgia no Brasil.  Em 1928, publicou o livro Curso abreviado de metalurgia, em que tratava das jazidas de minério de ferro que circundava a cidade de Itabira, em Minas Gerais.
Três semanas antes da tragédia que tiraria sua vida, Ferdinando havia publicado na revista O Cruzeiro uma especulação científica sobre o futuro do Brasil. Previu corretamente que no ano 2000 o Brasil teria cerca de 200 milhões de habitantes e visualizou a internet com bastante precisão.
| “ | As viagens e os próprios passeios diminuíram muito, desde que, sem sair de casa, pode-se ver o que há em qualquer parte da Terra: a televisão, juntada à telefonia, modificou radicalmente os hábitos. Não há necessidade de sair para fazer compras: vê-se, escolhe-se, encomenda-se tudo pelo telefone-televisor automático. Não há mais necessidade de viajar para ver terras longínquas: é só ligar o receptor, e visita-se, comodamente, qualquer museu, ou qualquer país. | ” |

## Morte
Em 3 de dezembro de 1928, o navio que trazia o inventor Santos-Dumont, o "Cap Arcona", atracaria no porto do Rio de Janeiro. Para saudar sua chegada, foi organizado um grande evento aéreo, onde duas aeronaves sobrevoariam o navio, com passageiros ilustres brasileiros. O "Cap Arcona" era um dos mais luxuosos navios da época e um dos mais potentes da Marinha Alemã.
As duas aeronaves eram "Dornier Do J", uma batizada com o nome "Guanabara" e a outra com o próprio nome do inventor, "Santos Dumont". Os hidroaviões decolaram da baía de Guanabara, mas o erro de um dos pilotos colocou sua aeronave em rota de colisão com a segunda, o que obrigou o piloto a realizar manobras evasivas. O "Guanabara" escapou ileso, mas o "Santos Dumont" fez uma manobra que lhe custou a sustentação e ele caiu em frente ao público e do homenageado do dia.
Todos os 9 passageiros e 5 tripulantes morreram, inclusive várias personalidade da época, como o médico Amaury de Medeiros, o matemático Manuel Amoroso Costa e o engenheiro Ferdinando Labouriau, aos 35 anos. Após o acidente, consternado com a perda de vidas, Santos-Dumont mandou suspender todas as festividades e encomendou flores para todos os velórios. Seu cortejo público encheu as ruas do Rio de Janeiro.
Sua esposa Judith Labouriau criou os filhos sozinha, fundando escolas na zona rural do país.